# Lacune vasculaire rétro-inguinale
La lacune vasculaire rétro-inguinale est un espace situé dans le membre inférieur au niveau de la cuisse. Elle forme la partie médiale de l'espace situé entre le ligament inguinal et le bord de l'os coxal.

## Description
La lacune musculaire rétro-inguinale est limité :
- en avant et en dedans, par le ligament inguinal,
- en dehors par l'arc iliopectiné qui la sépare de la lacune musculaire rétro-inguinale,
- en dedans par le ligament lacunaire,
- en bas par le bord de l'os coxal compris entre l'épine iliaque antérieure et supérieure et l'éminence iliopubienne.

C'est le lieu de passage des artère et veine iliaques externes vers le trigone fémoral pour donner les artère et veine fémorale.
Médialement, se trouve le nœud lymphatique inguinal profond proximal et latéralement le rameau fémoral du nerf génito-fémoral.